# Trithemis grouti
Trithemis grouti é uma espécie de libelinha da família Libellulidae.
Pode ser encontrada nos seguintes países: Angola, Benin, Burkina Faso, Camarões, República do Congo, República Democrática do Congo, Costa do Marfim, Guiné Equatorial, Gabão, Gâmbia, Gana, Guiné, Libéria, Nigéria, Serra Leoa, Uganda e Zâmbia.
Os seus habitats naturais são: florestas subtropicais ou tropicais húmidas de baixa altitude e rios.